# Eremophysa omanensis
Eremophysa omanensis là một loài bướm đêm trong họ Noctuidae.